# Santa Tecla de Basto
Santa Tecla de Basto is een plaats (freguesia) in de Portugese gemeente Celorico de Basto en telt 279 inwoners (2001).